# Нижне-Киалимские печи
Нижне-Киалимские печи (Нижние Киалимские печи) — упразднённый населённый пункт на территории современного Златоустовского городского округа (национальный парк «Таганай») Челябинской области России.

## Топоним
Название топонима объясняется расположением посёлка в низовье речки Киалим и дано для отличия от названия местностей Верхне-Киалимские печи и Средне-Киалимские печи, имеющих обобщающее название Киалимские печи. Позднее появилась форма Нижние Киалимские печи.
Упоминается на карте 1953 года.

## География
Находился на Южном Урале, между хребтом Большой Таганай и горой Ицыл, в лесной местности на речке Большой Киалим (Киалим), в 18 км от Верхних печей.
Ныне это открытое место пересечения бывшей ЛЭП и Большого Киалима.

## История
Возник в конце XVIII века.
В Списке населённых пунктов Златоустовского уезда, утвержденный 26 чрезвычайным земским собранием 22 ноября 1917 г. Нижне-Киалимские печи указаны как включенные в
Екатериновскую волость
Из трёх посёлков Нижние Печи были расформированы первыми. На картах обозначается как урочище.

## Население
Нижне-Киалимские печи покинуты жителями и исчезли примерно в 1930-х годах.

## Инфраструктура
Бывший посёлок углежогов. Жители занимались выжигом древесного угля для Златоустовского завода до первой трети XX века. Продукция доставлялась на завод по зимнику в больших коробах (объемом до 2,5 кубометра).

## Транспорт
Проходила труднодоступная Киалимская дорога между хребтами Большой и Средний Таганай, ныне называющаяся Старая Киалимская дорога (в некоторых источниках — Старая Карабашская дорога) или «нижняя тропа».